# Cyphalonotus sumatranus
Cyphalonotus sumatranus är en spindelart som beskrevs av Simon 1899. Cyphalonotus sumatranus ingår i släktet Cyphalonotus och familjen hjulspindlar. Inga underarter finns listade i Catalogue of Life.